# Smyrna (Delaware)
Smyrna – miasto w Stanach Zjednoczonych, w stanie Delaware, w hrabstwie New Castle.